# Solutions non satisfaisantes
Solutions non satisfaisantes, une anatomie de Robert A. Heinlein est un essai sur l'auteur de science-fiction et homme politique américain Robert A. Heinlein (1908-1988), écrit par Ugo Bellagamba et Éric Picholle et publié en 2008 par Les Moutons électriques  (ISBN 978-2-915793-37-6).

## Distinctions
L'ouvrage a reçu le grand prix de l'Imaginaire 2009 dans la catégorie « essai ».